# Asteroparatrochammina
Asteroparatrochammina  es un género de foraminífero bentónico de la subfamilia Asterotrochammininae, de la familia Remaneicidae, de la superfamilia Trochamminoidea, del suborden Trochamminina, y del orden Trochamminida. Su especie tipo es Asteroparatrochammina towei. Su rango cronoestratigráfico abarca el Holoceno.

## Discusión
Clasificaciones previas incluían Asteroparatrochammina en el suborden Textulariina del orden Textulariida. Otras clasificaciones lo han incluido en el orden Lituolida.

## Clasificación
Asteroparatrochammina incluye a la siguiente especie:
- Asteroparatrochammina towei